# Intersecting Storage Rings
L'Intersecting Storage Rings (ISR) fu un acceleratore di particelle del CERN. Fu il primo collisore adronico al mondo, e funzionò dal 1971 al 1984, con un'energia del centro di massa massima di 62 GeV.  L'ISR fu il primo acceleratore in cui avvennero collisioni protone-protone e protone-antiprotone. 
La macchina raccoglieva i fasci di protoni in due anelli di 300 metri di diametro intrecciati fra loro. I fasci erano circondati da magneti, utilizzati per dirigere le particelle lungo gli anelli. Prima di essere iniettati nell'ISR i protoni venivano accelerati con l'acceleratore Proton Synchrotron. Le particelle venivano quindi accumulate nell'ISR e fatte collidere negli otto punti di incrocio fra i due anelli.  Oltre a protoni e antiprotoni gli anelli erano in grado di accumulare deutoni e particelle α, quindi vennero effettuate anche collisioni protone-deutone, deutone-deutone, deutone-α e α-α.
Fin dall'inizio l'ISR aveva la capacità di produrre particelle come la J/ψ e la upsilon, e studiare la struttura dei jet; tuttavia i rivelatori degli esperimenti non erano configurati per osservare eventi con alto impulso trasverso alla linea del fascio, facendo sì che tali scoperte avvennero negli anni 70 in altri esperimenti. La costruzione degli ISR portò tuttavia ad importanti innovazioni nel campo della fisica degli acceleratori, per esempio l'uso del raffreddamento stocastico, che fu successivamente utilizzato, fra gli altri, nel Super Proton Synchrotron. Agli ISR venne inoltre raggiunta la luminosità di 1.4x1032 cm-2s-1, un record sorpassato solo nel 2004 dal Tevatron.